# 399 (số)
399 (ba trăm chín mươi chín) là một số tự nhiên ngay sau 398 và ngay trước 400.